# Бесщёточный синхронный генератор
Бесщёточный синхронный генератор — синхронная машина, работающая только в генераторном режиме, ротор которой не имеет коллекторно-щёточного узла, а ток в обмотке возбуждения (в роторе) индуцируется за счёт переменного магнитного поля, создаваемого основной и/или дополнительной обмоткой статора.
Существует несколько практических реализаций бесщёточного синхронного генератора, отличающихся способом индуцирования тока в обмотке возбуждения и регулированием напряжения на выходных зажимах.

## Генераторы с компаундным возбуждением и компенсирующей ёмкостью
Наиболее простым по технической реализации является бесщёточный генератор с компаундным возбуждением и компенсирующей ёмкостью, подключенной к дополнительной обмотке. Такой генератор представляет собой явнополюсную синхронную машину с обмоткой возбуждения в роторе.
Обмотка возбуждения разбита на две секции, концы каждой из которых замкнуты через диод. Таким образом, индуцированный ток в обмотке возбуждения может протекать только в одном направлении, создавая постоянное магнитное поле.
Статор имеет две обмотки: основную и дополнительную. К основной обмотке подключается нагрузка. К дополнительной обмотке подключается компенсирующий конденсатор. Основная обмотка занимает 2/3 пазов статора, а дополнительная 1/3 пазов. При необходимости в статор добавляют ещё одну обмотку на переменное напряжение 12 вольт или другое, которое выпрямляют до постоянного напряжения на диодном мосте.
Основная обмотка разделена на две части, которые расположены вертикально через 180 градусов и соединены между собой, а обмотка возбуждения (дополнительная) состоит из четырёх частей, которые распределены через 90 градусов вертикально и горизонтально. Две части основной обмотки совпадают по вертикали с двумя обмотками возбуждения, которые отвечают за зарядку конденсатора, а две остальные обмотки возбуждения расположены горизонтально и отвечают за разряд конденсатора. Ротор взаимодействует с обмотками статора каждые 90 градусов, то есть в вертикальном положении взаимодействует с основной и дополнительной, а в горизонтальном положении с дополнительной.
Работает генератор следующим образом. При начале вращения ротора тока в обмотках нет. Однако магнитопроводы статора и ротора имеют остаточную намагниченность. За счёт последней в обмотках начинает индуцироваться ток. Так как за счёт диодов ток в обмотке ротора может протекать только в одном направлении, магнитопровод ротора начинает намагничиваться. При этом вращающееся магнитное поле, создаваемое ротором, индуцирует в обмотках статора электродвижущую силу. Поскольку дополнительная обмотка статора нагружена на конденсатор, через неё начинает протекать переменный ток. Этот переменный ток создаёт переменное, но не вращающееся магнитное поле статора, которое индуцирует электродвижущую силу в обмотке ротора. Под действием этой электродвижущей силы в обмотке ротора возникает ток, который выпрямляется диодами и ещё сильнее намагничивает ротор. Это в свою очередь вызывает увеличение электродвижущей силы и тока в обмотках статора, что в свою очередь ещё сильнее намагничивает ротор. Процесс возбуждения развивается лавинообразно до входа магнитопроводов статора и ротора в режим насыщения. В основной обмотке статора возникает электродвижущая сила номинальной величины. Генератор готов к подключению нагрузки.
При подключении нагрузки к основной обмотке в ней появляется ток, который создает своё магнитное поле. Если бы возбуждение генератора осталось на прежнем уровне, то напряжение на его выходных зажимах снизилось бы по двум причинам: падение напряжения на внутреннем сопротивлении и смещение магнитного поля относительно оси обмотки статора. Однако обмотки статора расположены таким образом, что их магнитные оси повернуты на 90 градусов. За счёт этого происходит поворот магнитного поля ротора в направлении основной обмотки, что увеличивает ЭДС индукции в ней. Чем больше ток основной обмотки — тем больше поворот магнитного поля ротора. Таким образом происходит стабилизация выходного напряжения генератора. Такой способ регулирования называется компаундным.
Генератор с компаундным возбуждением прост по конструкции, обладает малым весом и стоимостью, что обусловило его широкое применение в переносных бензино-электрических агрегатах («бензиновые электростанции»). В то же время этому типу генераторов присущ ряд недостатков, а именно:
- генератор может быть только однофазным;
- в случае подключения к генератору нагрузки с нелинейным характером сопротивления (например, нагреватель, включенный через диод) процесс компаундирования нарушается — напряжение на выходе генератора может оказаться сильно завышенным.
- коэффициент полезного действия генератора относительно невысок, так как существенная часть энергии переменного магнитного поля теряется на перемагничивание магнитопроводов, работающих в режиме близком к насыщению.

## Генераторы с независимым возбуждением
Недостатки генераторов с компаундным возбуждением и емкостной компенсацией устраняются в бесщёточных генераторах с независимым возбуждением. В этом случае передача электрической энергии к обмотке возбуждения (в виде переменного тока) происходит через вращающийся трансформатор, а выпрямление переменного тока для питания обмотки возбуждения происходит в самом роторе за счёт выпрямителя. Такие генераторы сложнее по конструкции (необходим вращающийся трансформатор). Регулирование напряжение может осуществляться как за счёт компаундирования, так и с применением электронного регулятора.